# Paragwaj na zimowych igrzyskach olimpijskich
Paragwaj na zimowych igrzyskach olimpijskich reprezentowała jedna zawodniczka. Była nią narciarka dowolna, Julia Marino, która startowała na Zimowych Igrzyskach Olimpijskich 2014. Najwyższa pozycja zawodniczki to 17. miejsce w slopestyle’u kobiet.

## Liczba zawodników na poszczególnych igrzyskach
| Rok i miejsce | Zawodnicy | Zawodniczki | Razem |
| ------------- | --------- | ----------- | ----- |
| 2014, Soczi   | –         | 1           | 1     |

## Wyniki
| Rok i miejsce | Zawodnik     | Dyscyplina          | Konkurencja | Wynik   | Wynik   | Wynik   |
| Rok i miejsce | Zawodnik     | Dyscyplina          | Konkurencja | Runda 1 | Runda 2 | Miejsce |
| ------------- | ------------ | ------------------- | ----------- | ------- | ------- | ------- |
| 2014, Soczi   | Julia Marino | narciarstwo dowolne | Slopestyle  | 36,40   | 25,60   | 17.     |